# Playa de La Arena (Vizcaya)
La playa de La Arena situada entre los municipios vizcaínos de Ciérvana  y Musques, País Vasco (España), es una playa con arena oscura, al lado de la desembocadura del río Barbadún, junto a las localidades de La Arena (Ciérvana) y Pobeña (Musques), cerca de las instalaciones de Petronor.
Parte de la playa está incluida en el espacio natural protegido de la ría del Barbadun, designado ZEC (Zona de Especial Conservación) en la Red Natura 2000.

## Área

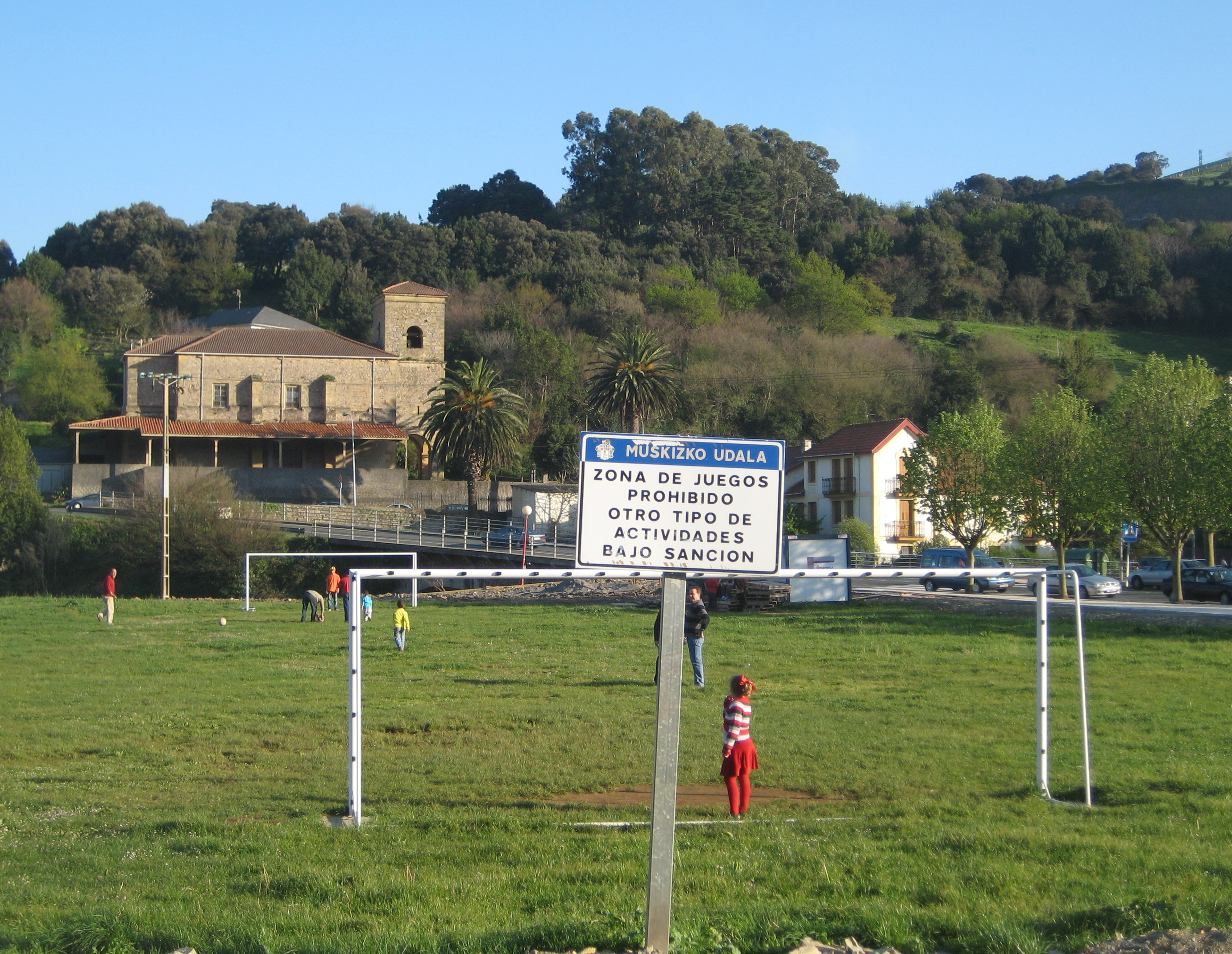
Zona de juegos de Pobeña.

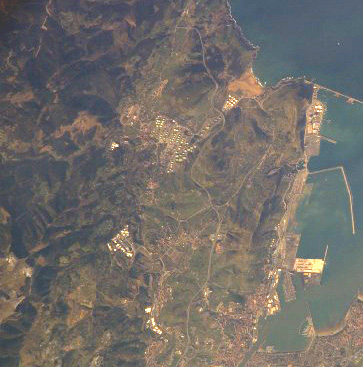
Vista aérea de la zona.

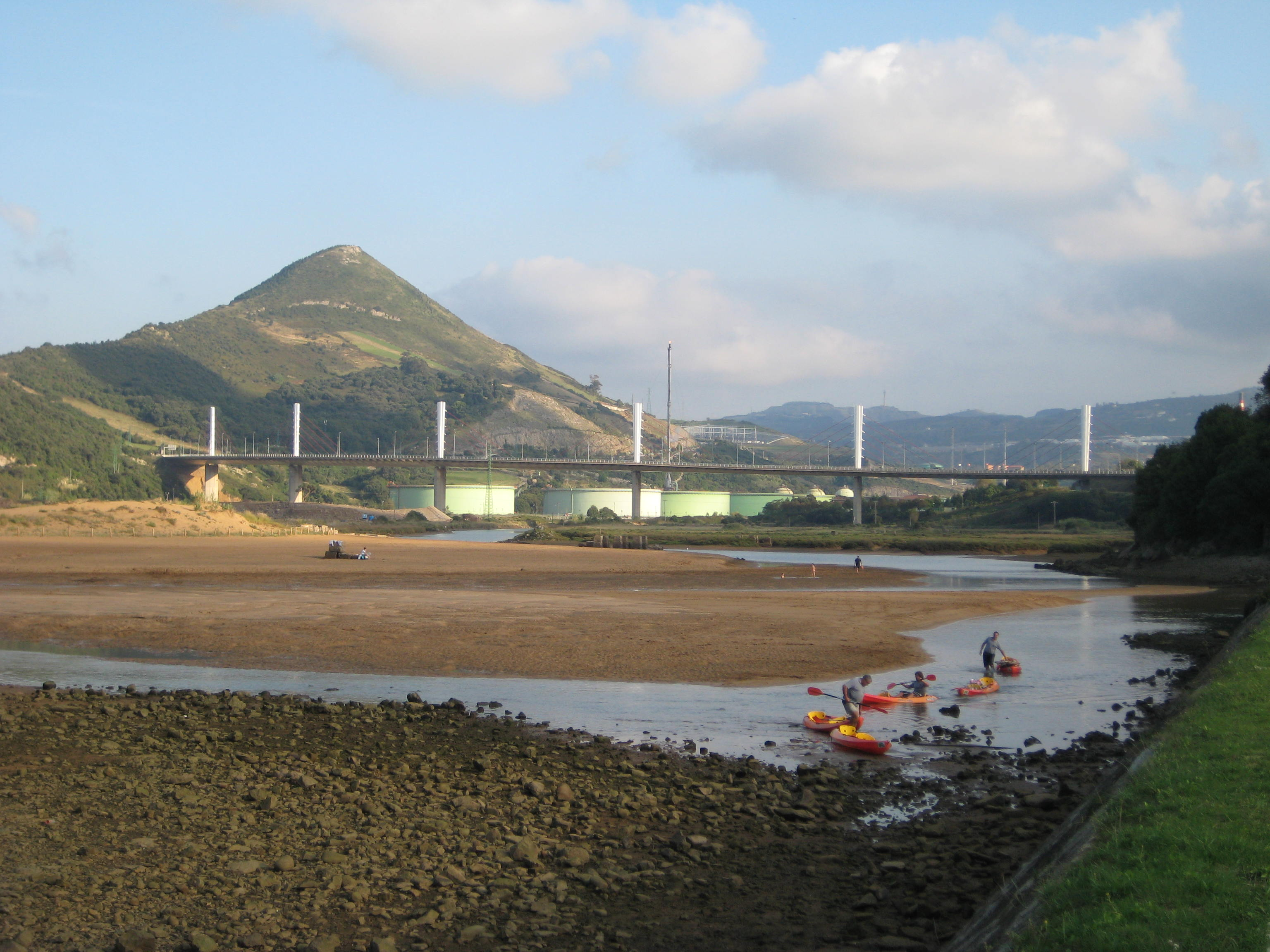
Ría del Barbadún, Musques, lugar designado Zona de Especial Conservación Natura 2000.

- Bajamar: 343 382 m²
- Pleamar: 86 382 m²